# Prikrivena operacija
Prikrivena operacija ili tajne operacije (na engleskom jeziku Covert Operation) označava tajne političke i vojne aktivnosti koje provodi tajna služba zemlje nalogodavca. Koriste se u situacijama u kojima otvoreni pristup ne bi doveo do postizanja cilja u poželjnoj mjeri.

## Općenito
Prikrivene operacije su usmjerene uglavnom protiv države ili regije. Može se odnositi i na ciljeve u vlastitoj zemlji. Razlozi za odabir prikrivenih operacija su primjerice ako ciljevi ili metode djelovanja stoje u suprotnosti s postojećem zakonima, međunarodnim pravom ili je poželjno prikrivanje od medija.
Glavna razlika s klasičnom špijunažom je, da nije glavni cilj dobivanje informacija nego je fokusirana aktivna manipulacija. Prikrivene operacije su instrument za unaprjeđenje interesa moćnih država koje imaju dovoljno velik financijski potencijal. Ovo se odražava često u dramatičnim posljedicama za pučanstvo pogođene zemlje ili regije.

## Karakteristike
Tipično za prikrivene operacije su financijska ili logistička podrška poželjnog političkog pokreta, određenih medija ili skupina u državi da bi provodile ciljeve nalogodavca u državi. Može se raditi o legalnim utjecajima (primjerice kroz potporu opozicijskih skupina ili nevladinih organizacija) 
do klevete ili širenja dezinformacija i potpore paravojnih ili terorističkih skupina te potpaljivanje stretegije napetosti.
Postoji mnogo poznatih slučajeva u kojima su osnovani politički pokreti i stranake, sindikati, radijske stanice i izdavačke kuce koje su osnovale strane obavještajne službe, ili financirane uglavnom od strane nalogodavca kako bi na taj način imali utjecaj na određenu zemlju.

## Pravni aspekti i posljedice
Tajne operacije u miru označavaju izravni utjecaj vlade nalogodavca (zaobilazeći suverenitet države) na unutarnju politiku pogođene drzave. Metode koje se koriste, često uključuju metode koje krše zakone pogođene države, kao i međunarodno pravo. Zato je potrebna tajnost pri provedbi akcija. Ako dode do otkrivanja prikrivene operacije, to može dovesti u nekim slučajevima i do ozbiljnih diplomatskih ili međunarodnih kriza.

## Primjeri

### UDBA
- Ubojstva protivnika režima u SFR Jugoslaviji i u inozemstvu
- bombaški napadi na jugoslavenske konzulate za koje su optuženi Hrvati s ciljem diskreditirnja hrvatske zajednice u Australiji 1979. godine. Prava istina o „ustaškoj“ emigraciji počela se odmotavati kad je 2010. godine objavljeno izvješće australske vlade u borbi protiv terorizma.[1]

### KOS
Operacije Labrador i Opera su bile akcije koje su kontraobavještajne službe JNA (KOS) od 19. kolovoza 1991. provodile u početnoj fazi Domovinskog rata u Zagrebu.

### CIA
- obaranje iranskog premijera Mohammada Mossadegha 1953.
- obaranje gvatemalskog predsjednika Jacoba Arbenza Guzmána 1954.
- likvidiranje Che Guevareu Boliviji 1967.
- operacije u Čileu za obaranje Allendove vlasti.
- Invazija u Zaljevu svinja

### DGSE (Francuska)
- Potapanje Greenpeaceovog broda Rainbow Warrior s pogibljem jednog člana posade 1985. eksplozivnom napravom u Novom Zelandu. Greenpeace je u to vrijeme provodio intenzivnu kampanju protiv francuskih testiranja nuklearnog naoružanja na južnopacifičkom atolu Mururoau .

### MI6
- Djelovanje tijekom rata u Bosni i Hercegovini i Domovinskog rata. Sudjelovanje u potrazi za generalom Antom Gotovinom

Vidi: Velika Britanija tijekom raspada Jugoslavije.

### KGB
- Atentat na papu Ivana Pavla II., uz pomoć bugarske tajne službe da bi se zaustavo utjecaj na Poljake zbog prijetećih političkih promjena u Istočnoj Europi.
- Zaustavljanje izgradnje i razmještaja neutronske bombe u državama NATO-a uz pružanje financijske i logističke podrške mirovnim pokretima u Zapadnoj Europi.
- Operacija Anadir - dostava sovjetskih nuklearnih raketnih kapaciteta na Kubu 1962.
- Operacija Oluja-333

## Citati
„Države nemaju morala, nego samo interese.“
– Winston Churchill

## Vanjske poveznice
- Covert Action  Arhivirana inačica izvorne stranice od 17. rujna 2009. (Wayback Machine) - Online-Izdanje renomiranog časopisa o aktivnostima tajnih službi
- Jane's Intelligence Weekly  Arhivirana inačica izvorne stranice od 3. lipnja 2007. (Wayback Machine)
- International Relation and Security Network